# Жужелица Риделя
Жужелица Риделя (лат. Carabus riedeli) — жук из семейства жужелиц. Представитель эндемичного западно-центральнокавказского подрода Microplectes.

## Описание
Жук длиной 16—21 мм. Голова, переднеспинка и надкрылья медно-зелёного, зелёного или медно-красного цвета, тусклые. Переднеспинка поперечная с равномерно округленными боковыми краями и короткими задними углами. Надкрылья уплощенные, со сглаженной скульптурой.
От других представителей подрода, встречающихся на Кавказе, отличается более поперечной переднеспинкой и сглаженной скульптурой надкрылий.

## Распространение
Обособлена от других представителей подрода. Центральный Кавказ (горы Бокового и Скалистого хребта, Гюльджутау, Уллутау, Суукузкая, Уазахох, верховья рек Тютюргу и Рцывашки, Дыхтау.

## Местообитания
Альпийский пояс гор на высотах 2500—3300 м над уровнем моря, встречается у свежестаявших снежников.

## Биология
Хищник-полифаг, питается, по-видимому, моллюсками и другими беспозвоночными.

## Численность
Имеет тенденцию к сокращению, но точных данных нет.

## Замечания по охране
Занесена в Красную книгу России (II категория — сокращающийся в численности вид).
Специальные меры охраны не разработаны.